# プロテイン
プロテイン（英: protein）は、広義にはタンパク質を指すが、本項ではサプリメントとしてのプロテインについて述べる。

## 概要

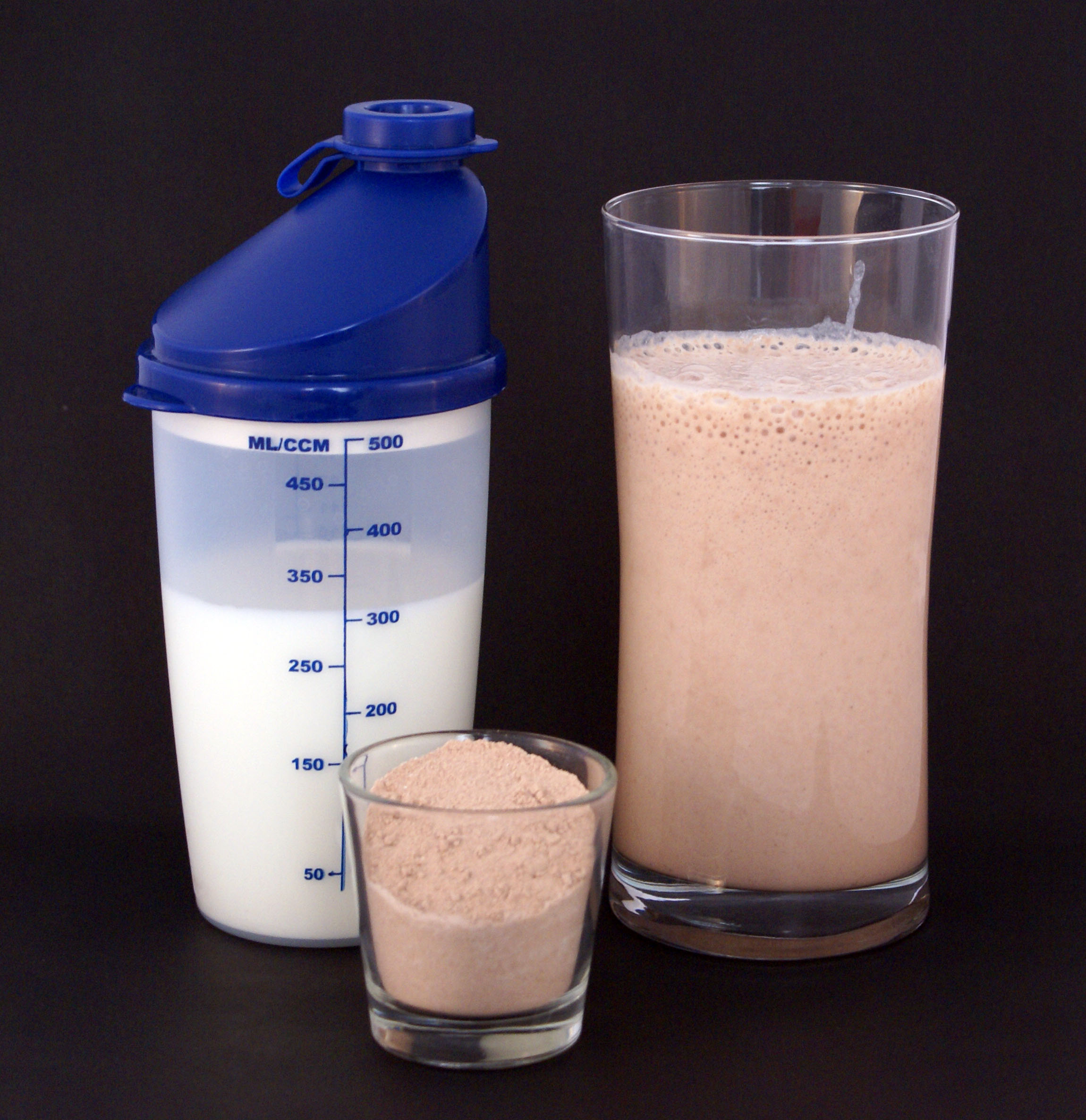
プロテイン粉末（写真中央）をシェーカーに入った牛乳（写真左）に入れ、シェイクして（よく振って）、溶かしたところ（写真右）

プロテインは、タンパク質を主成分とした粉末である。通常、タンパク質の補給を目的として、水や牛乳やジュースなど好きな飲み物を入れたプロテインシェイカーにプロテイン粉末を溶かして飲用される。タンパク質以外にもビタミンやミネラルその他の栄養素も含む場合も多い。関連商品として、プロテイン粉末を練り込んだプロテインバーやプロテイン入りゼリーなどもある。

## プロテインの歴史
- 1838年、オランダのヨハンネス・ムルデンによって初めて化学論文にタンパク質（protein）という語が使用された[5]。用語の作成者はスウェーデンのイェンス・ベルセリウスである[5]。
- 1950年代以降、牛乳からチーズやカゼインを製造する際に排出される乳清中のタンパク質の濃縮、分離の技術が急速に発達し、食品素材として本格的に利用され始めた[6]。
- 1970年代にはWPC、WPI（後述）が製造可能となった[6]。

## プロテインの主な種類

### ホエイプロテイン
牛乳由来の動物性タンパク質。水に溶けやすく約2時間で吸収される。タンパク質以外に脂質、ビタミン、ミネラルなども含まれる。分岐鎖アミノ酸（BCAA）が豊富である。筋肉合成速度はソイプロテインより早い。牛乳アレルギーでない人向け。

#### ホエイプロテインの種類
- コンセントレート（WPC）

ホエイプロテインを濃縮したもの。そのためラクトース（乳糖）が一番多く含まれている。タンパク質の含有量は約70％。
- アイソレート（WPI）

WPCをイオン交換法等で分離したもの。タンパク質以外の成分をほぼ除去しているため、乳糖不耐症の人にも適している。タンパク質の含有量は85～90％。
- 加水分解ホエイプロテイン（ハイドロリセート）（WPH）

WPIを一部、ペプチドとアミノ酸に分解したもの。最も消化吸収に優れ、タンパク質の含有量は約95％。

### カゼインプロテイン
牛乳由来の動物性タンパク質。ホエイプロテインに比べると水に溶けにくく、BCAAの含有量が少ない。7～8時間かけてゆっくり吸収され、筋肉にアミノ酸を届けるという特徴を持つ。牛乳アレルギーでない人向け。

### ソイプロテイン
原料に大豆を使用。ホエイプロテインに比べると水に溶けにくく、吸収が遅いため腹持ちが良く減量にも適している。大豆アレルギーでない人向け。

### ピープロテイン
原料に黄色エンドウ豆を使用。ホエイプロテインに比べるとメチオニンの含有量が少ないが、アレルギーの可能性が低いとされる。

## 用途

### 筋肉の強化・増量
アスリート等が競技のパフォーマンス向上のためのトレーニングや、ボディービルダーが筋肉を肥大化させる目的で行う筋力トレーニング等と共に消化吸収の早いホエイプロテインが飲用される。

### タンパク質の補給
不摂生や偏食その他の理由により食事から摂取するタンパク質の量が少ないと思われる場合等にプロテインで補う。

#### 高齢者向け
食事量の減少などに伴い筋肉が減りがちな高齢者に対し、その対策として軽い運動と共にプロテインの適量の摂取を推奨する動きもある。

### ダイエット
食事量が多く、余分な脂肪や炭水化物を摂りすぎてしまう場合、1食をプロテインに置き換えることで脂肪や炭水化物の摂取を抑える。食事とプロテインを一緒に摂ると脂肪量がより減少することが示唆されている。またホエイプロテインを3ヶ月以上継続摂取すると食欲を抑える効果があり、ソイプロテイン等の大豆製品がアジア人女性に対して高いダイエット効果があることが示唆されている。

## 用法

### 一般的な飲み方
飲む直前に、シェイカーに先に水や牛乳などを入れたのち、規定量のプロテイン粉末を入れて混ぜる。作ったプロテインは長時間放置せずその都度飲み切る。

### 特殊な飲み方

#### ビルダー飲み
プロテイン粉末を直接口内に放り込み、水で流し込むビルダー飲みという方法がある。シェイカーを必要としないためプロテイン粉末と飲料さえあればどこでもプロテインの摂取ができるものの、粉末を口に入れる際に溢れたり、むせて吹き出すなどして上手く飲めず周りを汚したり味が不味いなどデメリットが多い。

### 用量

#### 1日あたりの量
- 筋トレによる筋肉の増量を目指す場合は1日あたり体重1kg×1.6g以上が推奨される結果が示唆されているが[27][28][29]、筋力の向上については1日あたり体重1kg×1.5gが効果のピークとなり、それ以上を摂取しても効果は上がらないことが示唆されている[27][28]。
- 特に運動をしていない場合でもタンパク質は消費されるため、最低でも1日あたり体重1kg×0.8g程度の摂取が必要とされる[30]。
- サッカーを行う選手のたんぱく質必要量は目安として体重1kg×1.5～2gほどと言われている[31]。

#### 1回あたりの量
- 一般的には1回あたり20g前後で摂取される場合が多い[32][33]。

一度に吸収できるタンパク質の最大量についてはある程度決まっているとされるものの様々な説があり、
- 除脂肪体重の0.7倍（g）[34]
- 体重の0.7倍（g）（米スポーツ医学会）[34]
- 40g（就寝前）（国際スポーツ栄養学会）[34]
- 約40～50g[35]

これらが上限とされている。
また、下半身の筋トレにおいて20g以上のプロテインを摂取しても筋タンパク合成速度に有意な差は見られなかったが、全身性の筋トレにおいては20gより40g摂取した方が筋タンパク合成速度の上昇が見られたとする結果もあり、トレーニングの差異により必要量も増減すると考えられる。

### 摂取タイミング
- 一般的には朝の起床時と夜の睡眠前の摂取が効果的とされる[39]。
- 筋トレをする場合に、筋トレ直前と筋トレ直後のいずれかのタイミングでプロテインを摂取した場合、どちらの場合でも筋肥大効果が発揮されることが確認されている[40][41][16]。また、その24時間後も筋タンパク質の合成感度が高い状態で維持されることが示唆されている[42][43]。
- 筋トレ直後とそれ以降に様々な一定間隔で一定量のプロテインを摂取する実験においては、3時間おきに20gを摂取した場合に筋タンパク合成率が最も高くなることが示唆されている[19][44]。

### プロテイン料理
飲み物に混ぜる以外にも、ホットケーキやお好み焼き粉等にプロテイン粉末を混ぜたり、その他プロテインを使用した料理としても活用できる。

## 注意点
- プロテインはあくまでも補助食品であり、通常の食事を摂らずにプロテインのみを摂取することは推奨されない[47]。
- タンパク質を一度に大量に摂ると消化しきれず余った分は体脂肪となる[48]。
- プロテインの摂取により腎臓に負担がかかるという説がある[49]。
- 体重1kgにつき2.8g以上のタンパク質を毎日摂取すると腎結石になる危険性が高まるとされる[50]。
- プロテインの過剰摂取は内臓疲労、肥満、尿路結石、腸内環境の乱れを起こす可能性がある[51][52]。